# Куарт
Куа́рт (др.-греч. Κούαρτος) — апостол от семидесяти. 
Память совершается в православной церкви 23 ноября (10 ноября по старому стилю), а также 17 января (4 января по старому стилю) в день Собора Апостолов от семидесяти. Католическая церковь совершает память апостолу Куарту 3 ноября.

## Жизнеописание
Упоминается в Послании апостола Павла к Римлянам: «Приветствует вас Ераст, городской казнохранитель, и брат Кварт» (Рим. 16:23).
О личности Куарта сведений не сохранилось. Судя по латинскому имени, он был римлянином и, вероятно, был довольно известен среди христиан того времени, так как апостол Павел от его имени из Коринфа приветствует Римскую церковь.
По церковному преданию Куарт был епископом Берита (Вирита), то есть Бейрута. В греческих и славянских "Минеях" о Куарте находятся скудные сведения: «Куарт святый, иже в той же (Римской) епистолии упоминается, бысть епископ в Вирите». Также и в Прологе о нём сказано кратко: : «св. Куарт много пострадал за своё благочестие, обратил многих греков ко Христу и мирно скончался епископом в Берите». Имя Куарта несколько раз упоминается в церковной службе Святым апостолам, но без указания каких-либо исторических сведений о нём.